# Scherma alla IV Universiade
Il torneo di scherma della IV Universiade si è svolto a Budapest in Ungheria nel 1965.

## Podi

### Uomini
| Evento                          | Oro            | Argento          | Bronzo              |
| Fioretto individuale (dettagli) | Jenő Kamuti    | Viktor Putjatin  | Daniel Revenu       |
| Sciabola individuale (dettagli) | Miklós Meszéna | Peter Bakonyi    | Attila Kovács       |
| Spada individuale (dettagli)    | Zoltán Nemere  | Bruno Khabarov   | Aleksei Nikanchikov |
| Fioretto a squadre (dettagli)   | Romania        | Francia          | Unione Sovietica    |
| Sciabola a squadre (dettagli)   | Ungheria       | Unione Sovietica | Romania             |
| Spada a squadre (dettagli)      | Ungheria       | Unione Sovietica | Polonia             |

### Donne
| Evento                          | Oro             | Argento           | Bronzo        |
| Fioretto individuale (dettagli) | Brigitte Gapais | Elżbieta Cymerman | Heidi Schmidt |
| Fioretto a squadre (dettagli)   | Ungheria        | Romania           | Francia       |